# Tinguaro
Tinguaro, también llamado Chimenchia o Himenechia (¿?, Tenerife-14 de noviembre de 1495, Tenerife), fue un caudillo guanche de la resistencia aborigen ante la conquista europea de la isla de Tenerife a finales del siglo xv.
Era hermano del mencey Bencomo de Taoro y se destacó en las luchas de la conquista. Es célebre sobre todo su participación en la denominada «matanza o derrota de Acentejo».

## Acerca del nombre
Aunque los primeros historiadores mencionan la existencia de un hermano del mencey de Taoro como uno de los principales caudillos de la resistencia guanche, el primer autor que apunta un nombre es el ingeniero Leonardo Torriani en su obra Descripción e historia del reino de las Islas Canarias escrita en 1588, indicando que se llamaba Himenechia o Chimenchia, y que el profesor Juan Álvarez Delgado traduce como 'joven rey'.
El nombre de Tinguaro se le debe a Antonio de Viana, autor del poema histórico Antigüedades de las Islas Afortunadas publicado en 1604, siendo copiado por los historiadores posteriores. No obstante, los investigadores modernos consideran que el nombre es uno de los inventos que Viana utilizó para confeccionar su obra, inspirándose según algunos autores en el topónimo Chinguaro.

## Biografía

### Familia y otros datos personales
Para José de Viera y Clavijo Tinguaro era hijo de Imobach y nieto de Bentenuhya o Bentinerfe, primogénito de Tinerfe el Grande, mientras que Juan Bethencourt Alfonso dice que era hijo del Gran Rey Imobac, nieto de Betzenuhya, bisnieto de otro Imobac y tataranieto de Tinerfe, si bien estas genealogías no están aceptadas por los autores modernos. En lo que no existe controversia es en que el protagonista de los hechos que le atribuyen los historiadores a Tinguaro era un hermano de Bencomo, mencey de Taoro durante los primeros momentos de la conquista castellana, y por tanto de la clase social guanche de los achimencey.
Según Bethencourt Alfonso, Tinguaro era el jefe de la provincia o achimenceyato de Acentejo, estaba casado con Guajara —dato que apunta también Viana— y habían tenido cinco hijos que al bautizarse tomaron los nombres de Ana Hernández Pérez, Pedro Hernández, Francisca Pérez, Inés Pérez y Juana Pérez.

### Llegada de los conquistadores y victoria guanche en Acentejo

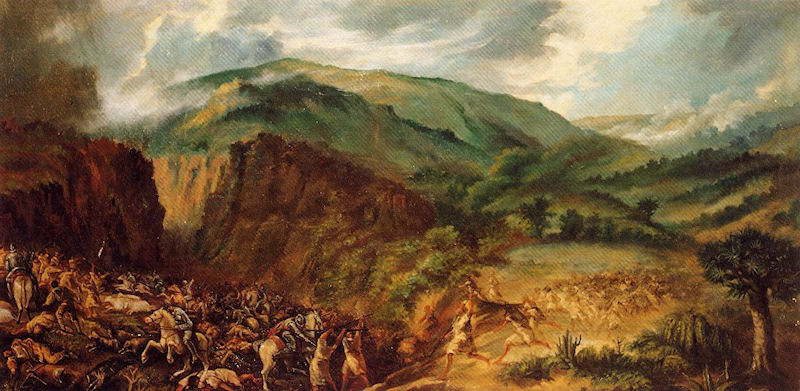
Representación de la «matanza de Acentejo» de Gumersindo Robayna Lazo, siglo xix.

Tinguaro figura como protagonista principal en los acontecimientos de la conquista castellana de la isla. En mayo de 1494 el capitán conquistador Alonso Fernández de Lugo desembarca en la isla y poco después penetra hacia el valle de La Orotava con intención de aplastar la resistencia aborigen acabando con su principal caudillo Bencomo. Este, apercibido, envía a Tinguaro al frente de unos trescientos guerreros para que entretuviera al enemigo mientras él va con el grueso de su gente. En el barranco de Acentejo ataca Tinguaro con los suyos, desarrollándose entonces la conocida como «matanza de Acentejo» donde los castellanos son completamente derrotados por los guanches.
Los historiadores aportan una anécdota sucedida entre Tinguaro y su hermano Bencomo, cuando este lo encuentra sentado en una piedra mientras finaliza la batalla. Fray Alonso de Espinosa describe el encuentro de la siguiente manera:

El capitán de los de Taoro, viendo que los españoles iban de huida y que los suyos hacían carnicería en ellos, sentóse sobre una piedra muy de propósito. No tardó mucho que el rey de Taoro no viniese con el resto de su gente a darle favor, y como halló sentado a su hermano con tanto reposo sobre la piedra, díjole reprendiéndole: —¿Qué haces ahí tan descuidado, andando tu gente a la melena con sus enemigos? Respondió el hermano con mucho peso, y dijo: —Yo he hecho mi oficio de capitán en vencer y dar orden para ello; hagan ahora los carniceros el suyo, prosiguiendo la victoria que les he dado.
Fray Alonso de Espinosa, 1594.

El poeta Viana añade que antes de la batalla, en el consejo o tagoror habido entre los reyes guanches para unirse contra el conquistador, el mencey de Anaga Beneharo le promete a Tinguaro la mano de su hija Guacimara y la herencia de su reino si logra derrotar a los castellanos. Guajara, amante de Tinguaro, celosa ante el interés de este por la propuesta, manipula a Ruymán, hijo de Bencomo y amante de Guacimara, para evitar el matrimonio prometido. Finalmente Ruymán y Guacimara huyen, y Tinguaro es obligado por Bencomo a casarse con Guajara, pasando también a gobernar Anaga.

### Batalla de La Laguna y muerte de Tinguaro
Alonso Fernández de Lugo regresa a Tenerife a finales de 1495, una vez reabastecido de hombres y pertrechos después de haberse retirado tras la derrota sufrida en Acentejo. Tinguaro vuelve entonces a ponerse al frente de los guanches junto a su hermano el mencey Bencomo y su sobrino Bentor.
Bencomo, envalentonado por la anterior victoria, acude a hacer frente a los conquistadores. El 14 de noviembre se encuentran los dos bandos en las llanuras próximas a la moderna ermita de Nuestra Señora de Gracia, entablándose la denominada batalla de Aguere. El mencey ordenó entonces sus fuerzas en tres partes: el centro, dirigido por él mismo, el ala derecha, por el rey Acaimo de Tacoronte, y el ala izquierda por Tinguaro.
Después de horas de lucha, la victoria se inclina a favor de los conquistadores. Los guanches comienzan a retirarse, huyendo Tinguaro hacia la ladera de la montaña de San Roque. Allí le encuentra el soldado grancanario Pablo Martín Buendía, a quien Tinguaro le dirige la siguiente rendición trasmitida por el poeta Viana: «Çhucâr Guayoc, archimencey reste Bencom, sanet vander relac nazeth zahañe», y que es traducida por 'no mates al hidalgo, que es natural hermano de Bencomo, y se te rinde aquí como cautivo'. Sin embargo, Buendía no le entendió y acabó con él de un lanzazo.
En esta batalla murió también Bencomo, existiendo controversia entre los historiadores sobre quién de los dos fue el protagonista del episodio con Buendía. Para Torriani y Espinosa, sin embargo, Tinguaro no murió en la batalla y al día siguiente fue hecho mencey por los guanches de Taoro, aunque los documentos contemporáneos a los hechos dejan claro que quien fue hecho rey fue Bentor, hijo de Bencomo.
La muerte de Tinguaro facilitó a la postre la conquista definitiva de la isla, al ser uno de los principales líderes de la resistencia isleña.